# 조유민
조유민(曺侑珉, 1996년 11월 17일~)은 대한민국의 축구 선수로 포지션은 수비수이다. 현재 UAE 1부 리그 샤르자와 대한민국 축구 국가대표팀 소속으로 뛰고 있다.

## 어린 시절
1996년 대구광역시 달서구에서 태어났다. 대구신흥초등학교 6학년 때 축구를 시작했으며 대서중학교를 졸업한 후 전북 현대 모터스 유스팀이 있는 학교인 전주영생고등학교로 진학했다. 그러나 학교 축구팀에서 주전에서 밀려 청주대성고등학교로 전학을 갔다.
청주대성고 축구부에서 주전 자리를 확보했으며 고교 졸업 후에는 중앙대학교로 진학했다.

## 구단 경력
중앙대학교 졸업 후 2018년 시즌을 앞두고 K리그2의 수원 FC에 입단하면서 프로 선수 경력을 시작했다. 그는 3월 4일 서울 이랜드와의 홈 경기를 통해 프로 첫 경기에 출전했다. 이후 2019년에는 팀의 부주장이 되었으며 2020년 시즌에는 팀의 1부 리그 승격에 기여했다.
2022년 1월 시즌을 앞두고 수원을 떠나 K리그2의 팀인 대전 하나 시티즌으로 이적했다. 이적 시즌에 팀의 주장이 되었으며 팀의 1부 리그 승격에 기여했다. 2024년에는 UAE 프로리그의 팀인 샤르자 FC로 이적하면서 선수 경력 처음으로 해외 리그에서 뛰기 시작했다.

## 국가대표팀 경력
중앙대학교 재학 시절 중화민국 타이베이에서 열린 2017년 하계 유니버시아드 축구 종목에 참가했다. 2018년에는 인도네시아 자카르타에서 열린 2018년 아시안 게임 축구 국가대표로 선발되었으며 대표팀의 금메달 획득에 기여했다.
2022년 5월에 대한민국 축구 국가대표팀 감독인 파울루 벤투에 의해 처음으로 A대표팀에 발탁되었다. 같은 해 7월에 열린 2022년 EAFF E-1 풋볼 챔피언십에 참가했으며 중국과의 대회 첫 경기를 통해 국제 A매치에 데뷔했다. 
같은 해 12월에 열린 2022년 FIFA 월드컵 최종 엔트리에 승선했으며 당시 K리그2 소속으로는 유일하게 월드컵 최종 명단에 포함되었다. 월드컵 1차전 우루과이전과 2차전 가나전은 모두 출전하지 못했다. 그러나 3차전 포르투갈전에서 황희찬이 극장 역전골을 집어넣은 뒤 조규성과 교체되면서 출전하였다.

## 가족 관계
- 배우자: 박소연 (2022년 11월 1일 결혼)

- 배우자 : 소연 (2023년 1월~)
- 형:조유현 (1991년 생)

## 수상

### 팀

#### 대한민국 U-23 축구 국가대표팀
- 아시안 게임 금메달: 2018

### 개인
- K리그2 베스트 11: 2020, 2022